# Aham (Bawaria)
Aham – miejscowość i gmina w Niemczech, w kraju związkowym Bawaria, w rejencji Dolna Bawaria, w regionie Landshut, w powiecie Landshut, wchodzi w skład wspólnoty administracyjnej Gerzen. Leży około 22 km na wschód od Landshut, nad rzeką Vils.

## Dzielnice
W skład gminy wchodzą trzy dzielnice: Aham, Loizenkirchen i Neuhausen

## Demografia
| Rok  | Liczba mieszk. |
| ---- | -------------- |
| 1970 | 1 639          |
| 1987 | 1 781          |
| 2000 | 1 979          |

## Oświata
(na 1999)

W gminie znajduje się przedszkole (46 miejsc i 57 dzieci) oraz szkoła podstawowa (4 nauczycieli, 113 uczniów).